# Łozy (rejon świsłocki)
Łozy (biał. Лозы; ros. Лозы) – wieś na Białorusi, w obwodzie grodzieńskim, w rejonie świsłockim, w sielsowiecie Nowy Dwór, na terenie Parku Narodowego „Puszcza Białowieska”.
W dwudziestoleciu międzywojennym leżały w Polsce, w województwie białostockim, w powiecie wołkowyskim, w gminie Porozów.
W pobliżu Łoz swoje źródła ma Roś.